# ایوان گومز (بازیکن فوتبال، زاده ۱۹۸۰)
ایوان گومز (انگلیسی: Iván Gómez؛ زادهٔ ۲ فوریهٔ ۱۹۸۰) بازیکن فوتبال اهل اسپانیا است.
از باشگاه‌هایی که در آن بازی کرده‌است می‌توان به باشگاه فوتبال سابادل، باشگاه فوتبال ژیرونا، و باشگاه فوتبال میراندس اشاره کرد.